# Врони (Вармінсько-Мазурське воєводство)
Врони (пол. Wrony, нім. Großwarnau) — село в Польщі, у гміні Ґіжицько Гіжицького повіту Вармінсько-Мазурського воєводства.
Населення — 326 осіб (2011).
У 1975-1998 роках село належало до Сувальського воєводства.

## Демографія
Демографічна структура станом на 31 березня 2011 року:
|          | Загалом | Допрацездатний вік | Працездатний вік | Постпрацездатний вік |
| -------- | ------- | ------------------ | ---------------- | -------------------- |
| Чоловіки | 157     | 24                 | 120              | 13                   |
| Жінки    | 169     | 30                 | 106              | 33                   |
| Разом    | 326     | 54                 | 226              | 46                   |